# Les Origines de l'amour
Les Origines de l'amour (Origins of Love) est un roman policier de l'écrivaine indienne Kishwar Desai, publié en 2013,.